# Pithana
Pithana était un Hittite de l’âge du bronze, roi de Kussar, une ville d’Anatolie, au XVIIIe siècle av. J.-C. Durant son règne, il conquit la ville de Kültepe, au cœur des colonies commerciales (en) assyriennes d’Anatolie et noyau des territoires de langue hittite.
Il a été remplacé par son fils, Anitta, qui est surtout connu pour la conquête de Hattusha, future capitale hittite, et pour avoir commémoré son exploit dans un texte en langue hittite.